# Moderna
Moderna, Inc., tidigare Moderna Theurapeutics, är ett amerikanskt läkemedels- och bioteknikföretag baserat i Cambridge i Massachusetts. Moderna utvecklar bland annat vaccin.
Företagets enda kommersiella produkt är covid-19-vaccinet Spikevax.

## Historik
Moderna grundades 2010 och utvecklar läkemedel baserade på mRNA. Företaget har sitt säte i amerikanska Cambridge.
Moderna arbetar med metoden att införa syntetiskt mRNA i levande celler hos patienter, vilket är menat att omprogrammera  cellerna för att skapa individanpassade behandlingar och vacciner. Flera stora läkemedels- och bioteknikföretag har övergivit tekniken på grund av stor risk för biverkningar.  I maj 2020 hade ännu inget mRNA-läkemedel godkänts för mänskligt bruk. 

### Vaccin mot covid-19
Huvudartikel: mRNA-1273
I januari 2020 tillkännagav Moderna att man höll på med utveckling av ett vaccin mot sars-cov-2, det virus som orsakar covid-19. Företaget använder mRNA, som kodar för ett av virusets proteiner, spikproteinet eller peplomeren som viruset behöver för att kunna infektera celler. 
Den 25 maj 2020 inledde Moderna en klinisk fas IIa-studie på 600 vuxna deltagare för att bedöma säkerhet och skillnader i antikroppssvar efter två doser av dess kandidatvaccin mRNA-1273. Denna studie förväntas slutföras under 2021.
Moderna fick tillstånd för akutförsäljning i USA av Food and Drug Administration den 18 december 2020.
Den 16 november 2020 påbörjades löpande granskning av Europeiska läkemedelsmyndigheten och den 1 december 2020 påbörjade myndigheten en process om tillfälligt försäljningstillstånd. Den 6 januari 2021 godkändes vaccinet för användning i Europeiska unionen.